# Cúcuta Deportivo

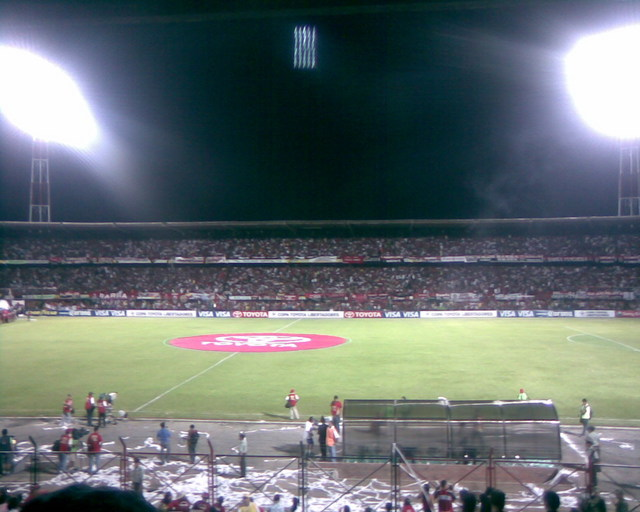
Estadio General Santander

Corporación Nuevo Cúcuta Deportivo is een voetbalclub uit Cúcuta, Colombia. De club werd opgericht in 1949 en wist eenmaal landskampioen te worden. De grootste rivaal van de club is Atlético Bucaramanga, afkomstig uit hetzelfde deel van het land. De wedstrijd tussen deze twee teams staat dan ook bekend als clásico del oriente colombiano.

## Geschiedenis
De geschiedenis van de club begint eigenlijk in 1924 toen Cúcuta Sports Club werd opgericht en een aantal wedstrijden weren gespeeld in het buurland Venezuela. Maar als echte begindatum wordt 28 september 1949 aangehouden, toen de club officieel werd opgericht onder de huidige naam en werd ingeschreven in de professionele Colombiaanse competitie.
In 1950 deed Cúcuta voor het eerst mee in de competitie en eindigde op de vijfde plaats. Sindsdien is de club, op enkele jaren na, altijd vertegenwoordigd geweest in de hoogste divisie, al duurde het tot 2006 voor de eerste landstitel werd gewonnen. Het jaar daarop mocht de club meedoen in de Copa Libertadores en meteen werd de halve finale gehaald. In deze halve finale werd thuis nog wel met 3-1 gewonnen van Boca Juniors, maar in de terugwedstrijd won Boca Juniors met 3-0, waardoor Cúcuta toch werd uitgeschakeld.
In het seizoen 2013 verloor Cúcuta in de play-off promotie/degradatie van Fortaleza FC, waardoor de club afgleed naar de Categoría Primera B.

## Erelijst
- Landskampioen (1)

2006-II

## Stadion
Cúcuta Deportivo speelt zijn thuiswedstrijden in het Estadio General Santander. Dit stadion is vernoemd naar Francisco de Paula Santander, die samen met Simón Bolívar streed voor de onafhankelijkheid van Colombia en geboren is in de stad. Het stadion werd in 1948 in gebruik genomen en biedt na een uitbreiding in 2006 en 2007 plaats aan 42 000 toeschouwers.

## Spelers
- Sergio Angulo
- Faustino Asprilla
- Gilberto García
- Domingo González
- Arnoldo Iguarán
- Blas Pérez
- Sergio Santín
- Macnelly Torres
- Juan Ramón Verón